# Ozoir-la-Ferrière
Ozoir-la-Ferrière és un municipi francès, situat al departament de Sena i Marne i a la regió de l'Illa de França. L'any 2006 tenia 22.000 habitants.
Forma part del cantó d'Ozoir-la-Ferrière, del districte de Torcy i de la Comunitat de comunes Les Portes Briardes entre Villes et Forêts.